# La Ferté-Milon

La Ferté-Milon este o comună în departamentul Ain, Franța. În 1 ianuarie 2022 avea o populație de 2.040 de locuitori.